# Платёжный ордер
Платёжный ордер — расчётный документ, формируемый банком для частичного выполнения распоряжения получателя денежных средств, по которому имеется частичный акцепт плательщика, при отсутствии достаточного количества денежных средств на банковском счете плательщика, который размещается в очереди не выполненных в срок распоряжений.

## Определение
Согласно п.4.4. «Положению о правилах осуществления перевода денежных средств № 383-П от 19.06.2012» платёжный ордер — это документ, составляемый банком в целях частичного исполнения распоряжения получателя средств, по которому получен частичный[уточнить] акцепт плательщика, при недостаточности денежных средств на банковском счете плательщика помещается в очередь не исполненных в срок распоряжений.

## Разница между платёжным ордером, платёжным поручением и платёжным требованием
Клиент с помощью платёжного поручения поручает банку перевести требуемую сумму денежных средств со своего счета на другой определённый счет. А платёжный ордер — это списание денежных средств со счета плательщика без его непосредственного распоряжения (например, по распоряжению службы судебных приставов). Клиент узнаёт о списании только в момент получения оповещения о списании своих денежных средств. В этом смысле, платёжный ордер очень похож на платёжное требование.